# Землетрясение Лома-Приета

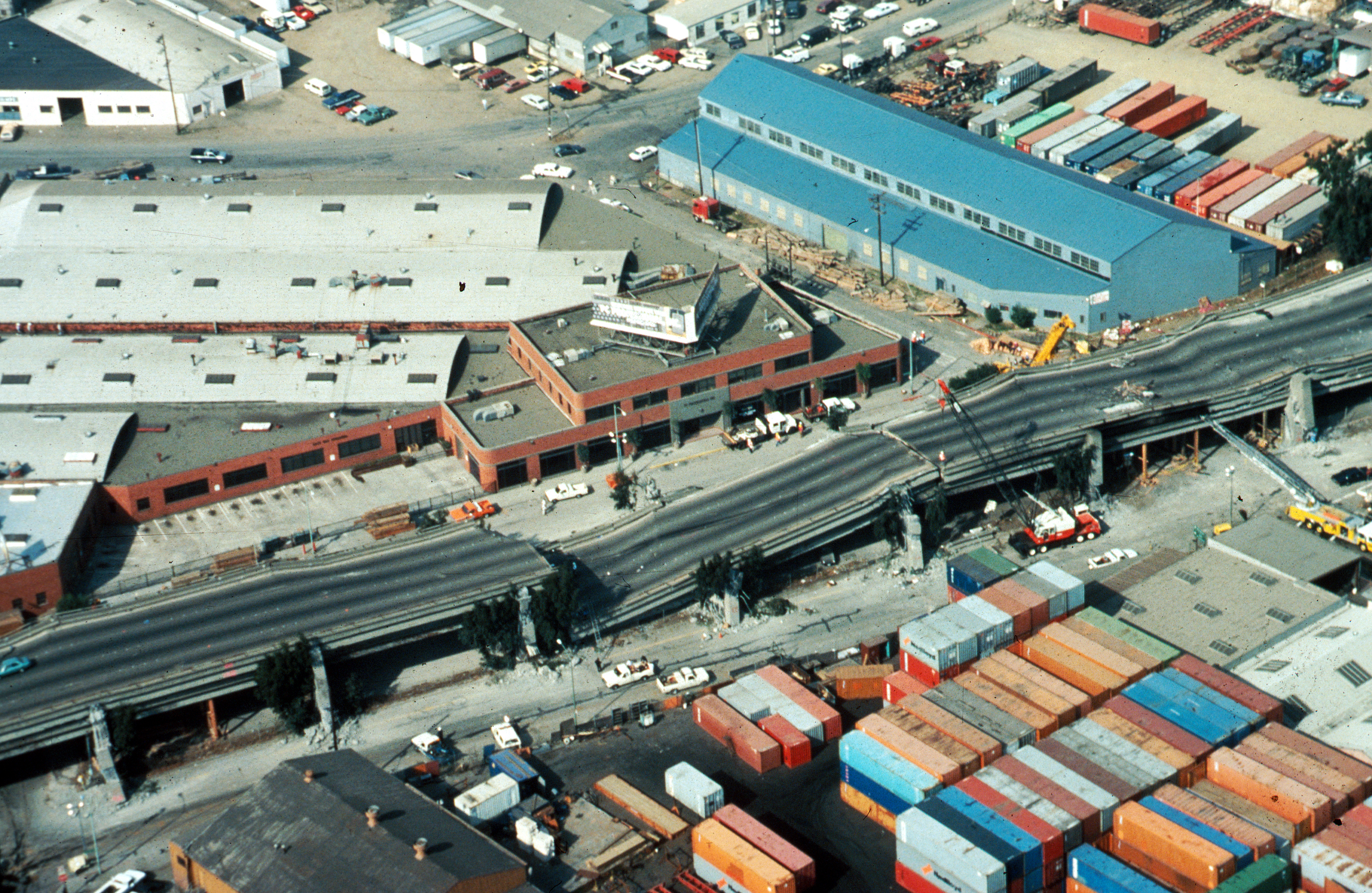
Разрушенная эстакада после землетрясения Лома-Приета (1989)

Землетрясение Лома-Приета — землетрясение, произошедшее 17 октября 1989 года в 17:04:15 (по местному времени) около Сан-Франциско (Калифорния, США).
Эпицентр находился в 10 км от Лома-Приеты, одной из наиболее известных горных вершин в районе, очаг располагался на глубине 18 км под поверхностью. Магнитуда составила 7,1. Тихоокеанская плита продвинулась на 2 м к северо-западу и наехала на 1 м поверх Североамериканской.
Землетрясение не сопровождалось значительными смещениями грунта вдоль разлома Сан-Андреас в отличие от землетрясения 1906 года.
Основной ущерб землетрясение причинило городу Санта-Круз. Всего более 18 000 домов оказались разрушенными в Санта-Крузе и Сан-Франциско. Общее число погибших составило 62 человека, 3757 получили ранения. Было разрушено 80 мостов, в непригодное состояние пришли дороги. На федеральной автостраде 280 движение было прекращено на несколько недель. Толчки спровоцировали оползни в горах. Суммарный материальный ущерб был оценён почти в $6 млрд.